# Maximilian Krauss (Politiker)

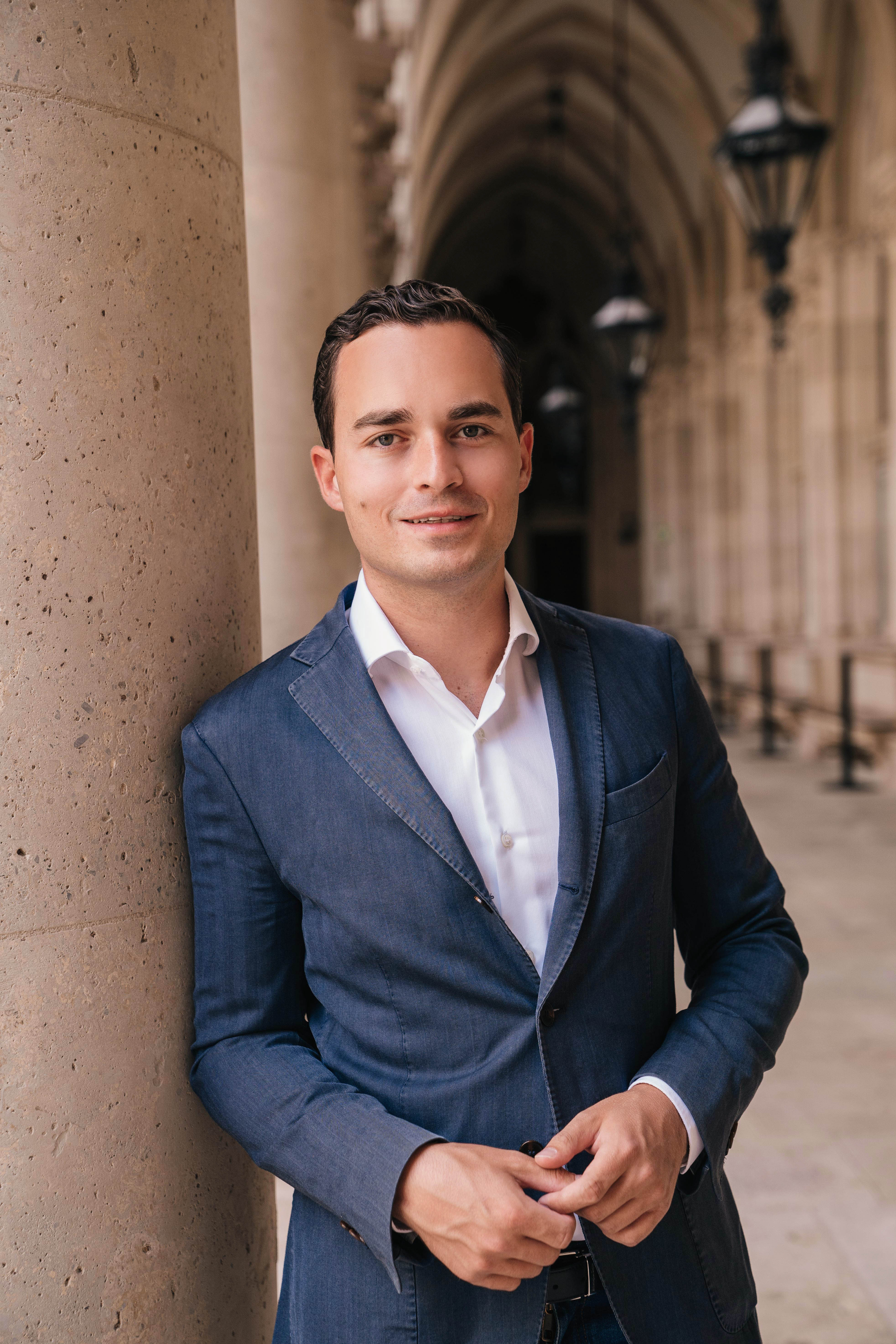
Maximilian Krauss (2022)

Maximilian Krauss (* 8. Februar 1993 in Wien) ist ein österreichischer Politiker (FPÖ). Krauss war von 9. November 2017 bis 18. Dezember 2017 Abgeordneter zum österreichischen Nationalrat. Zuvor war er von November 2015 bis November 2017 Abgeordneter zum Wiener Landtag und Mitglied des Wiener Gemeinderats gewesen. Von Jänner 2018 bis 2023 war Krauss Vorsitzender des Rings Freiheitlicher Jugend Österreichs. Vom 25. Jänner 2018 bis zum 23. November 2020 war er als Nachfolger von Anton Mahdalik nicht amtsführender Stadtrat im Wiener Stadtsenat. Seit dem 24. November 2020 ist er FPÖ-Klubobmann im Landtagsklub.

## Leben
Krauss wuchs als ältestes von drei Geschwistern in der Nähe des Esterházyparks im 6. Wiener Gemeindebezirk Mariahilf heran. Nach dem Besuch der Pflichtschulen legte er 2011 die Matura ab. Danach begann er ein Studium der Rechtswissenschaften an der Universität Wien. 2021 schloss er den Masterlehrgang Führung, Politik und Management am FH Campus Wien mit dem Titel Master of Arts ab.
Krauss ist Mitglied der Wiener akademischen Burschenschaft Aldania.

## Politische Laufbahn
Krauss bekam über Heinz-Christian Strache, den er seit seinem 13. Lebensjahr kennt, Kontakt zur FPÖ. Im Gemeindebezirk Josefstadt wurde er zum Bezirksvorsitzenden des Rings Freiheitlicher Jugend (RFJ) gewählt, nur ein Jahr später, 2007, folgte die Wahl in den Landesvorstand des RFJ Wien. Von 2009 bis 2012 war er stellvertretender Landesvorsitzender des RFJ Wien. Von 2012 bis 2018 fungierte er als geschäftsführender Wiener Landesobmann. Seit 2018 ist er Bundesobmann der Freiheitlichen Jugend.
Nachdem Krauss von 2010 bis 2012 Mitglied in der Bezirksleitung der FPÖ Josefstadt gewesen war, wurde er 2012, im Alter von erst 19 Jahren, zum Bezirksparteivorsitzenden gewählt. Österreichweit war er zu diesem Zeitpunkt der jüngste Bezirksparteivorsitzende. Bei der Nationalratswahl 2013 kandidierte er auf Platz elf der Landesliste, verfehlte jedoch den Einzug ins Parlament. Vor seiner Wahl in den Wiener Landtag und Gemeinderat im Oktober 2015 war er Referent beim freiheitlichen Wiener Klubobmann Johann Gudenus. Beruflich ist er seit Mai 2016 als Geschäftsführer und Schriftführer der Freiheitlichen Akademie Wien tätig.
Bundesweit bekannt wurde Krauss im Juli 2014, als die FPÖ den erst 21-Jährigen zum stellvertretenden Stadtschulratspräsidenten für Wien nominierte. Als zweitstärkste Kraft im Wiener Gemeinderat und Landtag stand den Freiheitlichen das Nominierungsrecht zu. Krauss fiel in der Vergangenheit immer wieder durch extreme Ansichten auf. So nannte er den Wiener Bürgermeister Michael Häupl Türken-Bürgermeister, forderte auf, dass an Schulen als Pausensprache Deutsch zu gelten habe, und verlangte, dass Kinderschänder auch bei uns chemisch ... kastrieren zu seien. Häupl lehnte daraufhin Krauss für das Amt des Vize-Stadtschulratspräsidenten ab. Im Herbst 2014 beantragte Krauss beim Anti-Diskriminierungsbüro ein Schlichtungsverfahren und erhoffte sich eine Summe von 12.459 Euro für Verdienstentgang, die er für ein Jugendprojekt spenden wolle. Auch brachte die FPÖ eine Anzeige wegen Amtsmissbrauchs gegen Häupl ein; die Ermittlungen der Staatsanwaltschaft wurden jedoch im März 2015 mit dem Hinweis auf die Berechtigung des Bürgermeisters, gewisse Kandidaten nicht zu ernennen, eingestellt. Ein gleichzeitig gestellter Antrag auf Gesetzesprüfung des Wiener Schulgesetzes beim Verfassungsgerichtshof wurde abgewiesen, da es sich bei dem Vorschlagsrecht nicht um ein Recht, sondern eine Befugnis handele. Im Dezember 2015 wurde Bernd Saurer zum stellvertretenden Stadtschulratspräsidenten für Wien bestellt.
Bei der Nationalratswahl 2017 konnte Krauss über die Bundesliste der FPÖ in den österreichischen Nationalrat einziehen. Er wurde in der konstituierenden Sitzung des Nationalrats der 26. Legislaturperiode am 9. November 2017 als Nationalratsabgeordneter angelobt und wechselte am 18. Dezember 2017 wieder in die Landespolitik. Vom 25. Jänner 2018 bis zum 23. November 2020 war er als Nachfolger von Anton Mahdalik nicht amtsführender Stadtrat im Stadtsenat Häupl VI beziehungsweise Ludwig I. Seit dem 24. November 2020 ist er FPÖ-Klubobmann im Landtagsklub.
Aufmerksamkeit über die Grenzen Österreichs hinaus erregte er mit seiner Forderung, dass in Schulkantinen keine Rücksicht auf die Belange von Schülern zu nehmen sei, die aus religiösen Gründen als Muslime oder Juden kein Schweinefleisch verzehren dürfen. Er postete dazu bei Facebook das Statement „Jedes Kind soll in den Genuss eines Schnitzels kommen dürfen“ neben dem Bild eines frisch herausgebackenen Schnitzels mit Beilagen. Der Umstand, dass er dafür versehentlich bei einem Stockfotografie-Anbieter ein Foto verwendet hatte, das laut Fotograf ein „gebratenes Fischfilet, Pommes frites mit Gemüse“ darstellte, sorgte im Internet für Heiterkeit. Das auf der Facebook-Grafik verwendete Foto wurde nach Informationen eines Onlinejournalisten mit ziemlicher Sicherheit von der Bildplattform pngimg.com bezogen. Dort ist es unter dem Suchbegriff „Schnitzel“ zu finden.
Im April 2022 reiste er im Engagement als Wahlbeobachter nach Ungarn, Budapest, wo er ein faires Ablaufen der Wahl feststellte und Viktor Orbán zum Wahlsieg gratulierte.
Im Juni 2023 wurde Maximilian Weinzierl zu seinem Nachfolger als RFJ-Bundesobmann gewählt, Krauss wurde Ehrenobmann.